# 장흥 정씨
장흥 정씨(長興鄭氏)는 전라남도 장흥군을 본관으로 하는 한국의 성씨이다. 시조는 조선에서 강원도사(江原都事)를 지낸 정운붕(鄭雲鵬)이다.

## 참고 자료
- “장흥정씨(長興鄭氏)”. 뿌리를 찾아서.[깨진 링크(과거 내용 찾기)]